# Pët
Il Pët (in russo Пёт?) è un fiume della Russia europea, affluente di destra della Oka. Scorre nei rajon Čučkovskij, Sasovskij e Pitelinskij dell'oblast' di Rjazan'.
Il fiume ha origine dalla confluenza del Pjatša e del Pisarevo (a nord di Čučkovo) e scorre prevalentemente in direzione nord. Ha una lunghezza di 110 km, l'area del suo bacino è di 1070 km². Sfocia nella Oka a 353 km dalla foce (3 km a monte della foce della Mokša. Il fiume non incontra centri urbani di rilievo